# Finalmente arrivò l'amore
Finalmente arrivò l'amore (At Long Last Love) è un film musicale statunitense del 1975 diretto da Peter Bogdanovich.

## Trama
New York, 1935. Michael Oliver Pritchard, un miliardario soprannominato Mop, non sa come passare il tempo e spendere il proprio denaro. Un mattino, mentre rincasa su una delle sue bianche Rolls Royce guidata dall'imperturbabile autista Rodney James, rimorchia l'attrice di music-hall Kitty O'Kelly, ubriaca, di cui diviene amico e amante. Nel frattempo la giovane ereditiera Brooke Carter viene avvisata dalla governante Elizabeth che il conto in banca è in rosso ed è indispensabile fare qualcosa per non finire sul lastrico. La ragazza si attacca alle costole dell'italiano Johnny Spanish, ovvero Giovanni Spagnoli, che crede danaroso e invece è in bolletta perenne essendo un giocatore impenitente. Ma Johnny è amico di Mop e, entrato nella sua orbita con la nuova amichetta, scopre che Kitty e Brooke sono state molto amiche ai tempi della scuola. Si forma un sestetto inossidabile poiché, mentre i padroni si divertono, anche la governante Elizabeth sembra aver trovato in Rodney l'anima gemella. Mop, tuttavia, è un uomo capriccioso e si infatua, ricambiato, di Brooke. Kitty e Johnny reagiscono fingendo un appassionato idillio, ma finiscono per innamorarsi davvero anche loro. Alla fine, con l'aiuto dell'intraprendente Elizabeth, sembrerebbero ricomporsi le coppie iniziali, ma sulla loro durata non si potrà fare grande affidamento.

## Produzione
Per quanto sia palesemente di fantasia e ambientato nella New York del 1935, il film si ispira in qualche modo alla vita del regista, che anni prima aveva lasciato la moglie Polly Platt per Cybill Shepherd (una delle protagoniste femminili del film stesso) e si era trasferito a vivere con quest'ultima nel quartiere signorile di Bel Air.
Scritto dallo stesso regista (per la prima volta senza il contributo di altri sceneggiatori), il film – che inizialmente si intitolava Quadrille – è basato su 18 canzoni di Cole Porter, alcune celebri (come You're the Top, che già cantava Barbra Streisand in un altro film di Bogdanovich, Ma papà ti manda sola?, e I Get a Kick out of You), alcune addirittura inedite. Il titolo stesso del film è quello di una canzone del 1938. Bogdanovich scelse Cole Porter perché, secondo lui, «i suoi testi trasmettevano l'idea di un'epoca frivola. [...] Sono meno sentimentali di quelli di Gershwin, e tuttavia più "abrasivi". Gershwin è stato un musicista più grande, ma Cole era un paroliere migliore, e io ero più interessato ai testi che alla musica». Nel film i testi delle canzoni sono quelli originali e sono le vicende e i personaggi ad adattarsi ai testi, non viceversa.
Finalmente arrivò l'amore fu girato, nonostante la complessità dei numeri musicali, in presa diretta (Bogdanovich detestava l'utilizzo di preregistrazioni), e le voci sono quelle autentiche degli attori, anche se non tutti avevano una buona preparazione musicale. Se sarà un insuccesso ai botteghini, la causa secondo Bogdanovich fu di aver fatto cantare, ballare e recitare in un certo modo Burt Reynolds, la cui immagine per il pubblico era legata a tutt'altro genere di film. In effetti, all'inizio, Bogdanovich aveva previsto altri attori, Ryan O'Neal ed Elliott Gould, che però si tirarono indietro, e aveva perfino ipotizzato di recitare lui stesso nel film.
Uno dei quattro protagonisti principali di questa vicenda di scambi di coppie è l'italiano Duilio Del Prete, che in quello stesso anno aveva girato in Italia Amici miei di Mario Monicelli e che l'anno prima aveva già interpretato un altro film di Bogdanovich, Daisy Miller. Del Prete era anche un bravo cantante, che aveva inciso in Italia numerosi dischi e che due anni dopo sarà protagonista assoluto di un musical televisivo in 4 puntate, Soldato di tutte le guerre, scritto da Eros Macchi e Massimo Franciosa, che raccontava in modo anticonformista la storia d'Italia.
Un altro accorgimento tecnico di Finalmente arrivò l'amore fu quello di utilizzare per le riprese il "panfocus", ossia un obiettivo che permettesse di avere tutti gli elementi dell'inquadratura, sfondi compresi, a fuoco. Questo, secondo il regista, per rendere il film più simile alla vita, dove noi vediamo sempre tutto a fuoco.

## Accoglienza (pubblico e critica)
Secondo Bogdanovich, il flop ai botteghini (che lo indusse perfino a scusarsi sui giornali con gli spettatori) si doveva anche al fatto che il film fu distribuito precipitosamente, con due sole piccole anteprime a pochi giorni dall'uscita reale, mentre lui stesso si era reso conto che avrebbe avuto bisogno di alcuni tagli e modifiche. Quando queste furono effettuati, e il film fu in parte rimontato, il pubblico lo accolse molto meglio, ma era ormai troppo tardi per farne un successo commerciale come inizialmente si era sperato. Il film fu poi rimontato e modificato ancora per la televisione americana: 15 minuti circa furono sostituiti e alcune scene furono spostate.
Anche la critica tuttavia non era stata tenera con il film. Pauline Kael lo definì «una commedia musicale nata morta»; Vincent Canby se la prese soprattutto con gli interpreti, le cui capacità canore «richiederebbero di essere nascoste in un coro molto numeroso». Burt Reynolds difese però il film a spada tratta sostenendo che «Bogdanovich ha fatto qualcosa che i critici non gli perdoneranno mai, cioè smettere di fare il critico e andare a fare film». Anche qualche critico prenderà le difese del film, ad esempio Roger Ebert, secondo cui «è impossibile non provare affetto per Finalmente arrivò l'amore. È un intrattenimento leggero, impeccabilmente elegante. Non è un capolavoro, ma non riesco a spiegare la cattiveria di certi attacchi critici contro di esso. È quasi come se Bogdanovich venisse accusato del peccato di orgoglio per aver osato fare un musical nello stile classico di Hollywood». Rian Johnson, regista tra l'altro di un film della saga di Star Wars, lo reputa – d'accordo con la moglie Karina Longworth, storica del cinema – uno dei suoi film preferiti: «Si sbagliavano tutti. Questo film è una delizia. Indossate dei guanti bianchi e godetevelo».
Anche in Europa il film, passato abbastanza inosservato alla sua uscita, è stato poi riconsiderato con nuovi occhi a distanza di anni. Vittorio Giacci nel suo libro su Bogdanovich parla di un «fraintendimento clamoroso» da parte della critica dell'epoca e definisce il film «una godibilissima commedia degli equivoci», «una sola lunga citazione che si sviluppa dall'inizio alla fine e che si estende a un intero genere, il musical degli anni Trenta», sia pure con toni ironici e autoironici.
Dopo essere scomparso dalla circolazione per molto tempo, il film ricomparve su Netflix nel 2011 in una nuova versione che si scoprì essere stata rimontata da un montatore di professione, Jim Blakely, il quale aveva praticamente ripristinato la primissima versione di Bogdanovich, la più vicina alla sceneggiatura originaria. Anche in questo caso e in questa nuova e insieme vecchia versione il film che alla sua uscita era stato un flop epocale piacque agli spettatori. E piacque anche a Bogdanovich quando, senza sapere nulla del nuovo montaggio, lo rivide in televisione apprezzando molto il lavoro di Blakely (che nel frattempo però era morto). Questa versione, con qualche ulteriore piccolo ritocco del regista stesso, divenne la "Definitive director's version" uscita poi in blu-ray nel 2013.